# George Embiricos
George Embiricos (griechisch Γεώργιος Α. Εμπειρίκος; Georgios A. Embiríkos) (* 1920; † 2011) war ein griechischer Reeder, Unternehmer und Kunstsammler.

## Leben
Embiricos entstammte einer griechischen Reederfamilie und war in seinem Leben als Reeder tätig. Er studierte Rechtswissenschaften in Athen und Cambridge. Des Weiteren engagierte er sich im Kunsthandel und erwarb zahlreiche Gemälde. 2011 veräußerte er kurz vor seinem Tod vermutlich das Gemälde Die Kartenspieler von Paul Cézanne an die Regierung von Katar, wie internationale Medien berichteten. Weitere von ihm gesammelte Werke, unter anderem Pablo Picassos 1932 entstandenes Marie-Thérèse-Walter-Bildnis mit Tulpen, für das alleine 35 bis 50 Millionen Dollar erwartet wurden, wurden 2012 in London und New York City versteigert. Das Gemälde „Les Poseuses“ von Georges Seurat gehört inzwischen dem Microsoft-Mitbegründer Paul Allen.
Embiricos gehörte die Superyacht Astarte II.